# Marie-Élisabeth de Hesse-Darmstadt
Marie-Élisabeth de Hesse-Darmstadt (11 mars 1656, Darmstadt - 16 août 1715, Römhild) est duchesse de Saxe-Römhild par mariage.

## Biographie
Marie-Élisabeth est la fille du comte Louis VI de Hesse-Darmstadt (1630-1678) et de son épouse Marie-Élisabeth de Holstein-Gottorp (1634-1665), fille du duc Frédéric III de Holstein-Gottorp.
Le 1er mars 1676 à Darmstadt, elle épouse Henri de Saxe-Römhild, qui, à la date du mariage, règne sur le duché de Saxe-Gotha, conjointement avec ses six frères.
En 1680, ils divisent le pays et Henri devient le duc de Saxe-Römhild. Il a vécu depuis 1676, au château de Glücksbourg à Römhild. Après la mort de Henri, une dispute éclate entre ses autres frères pour sa succession. Ce litige est réglé définitivement en 1765.
Henri aime beaucoup sa femme. Il l'a toujours appelé sa "Marielies", et a construit plusieurs bâtiments somptueux en son honneur. Ils n'ont pas eu d'enfants. Henri est mort en 1710, laissant une dette colossale derrière lui. Marie-Élisabeth survit cinq ans à son mari.